# Alfred Weidenmann
Alfred Weidenmann, né le 10 mai 1916 à Stuttgart, et mort le 9 juin 2000 à Zurich, est un réalisateur, scénariste et producteur germano-suisse.

## Biographie
Fils d'un fabricant, il étudie la peinture et le graphisme à l'académie. Son premier livre Jungzug 2, sur les Jeunesses hitlériennes, sort en 1936 et sera suivi de Bücher der Jungen en 1940. Cette même année, il rejoint l'armée et est engagé en France, puis en Russie, avant d'être libéré.
Directeur et metteur en scène, en 1942, de la société Junges Europa. En 1945, il est capturé par l'armée russe lors de la prise de Berlin. Après sa libération, il se lance, dès 1953, dans la réalisation de films culturels récompensés par plusieurs prix. Parallèlement, il publie également plusieurs livres pour la jeunesse.
Dans les années 1970, il devient réalisateur pour plusieurs séries télévisées allemandes, telles que Inspecteur Derrick ou Der Kommissar. En 1984, il part s'installer à Zurich, en Suisse.

## Filmographie

### Cinéma
- 1942 : Mains en l'air ! (de) (Hände hoch!')
- 1944 : Les Aiglons (Junge Adler)
- 1945 : Die Schenke zur ewigen Liebe
- 1949 : Wir bummeln um die Welt
- 1953 : Toi et moi (de) (Ich und Du)
- 1954 : L'Amiral Canaris (Canaris)
- 1955 : Der Himmel ist nie ausverkauft
- 1955 : Rendez-moi justice (Alibi)
- 1956 : Kitty, une sacrée conférence (Kitty und die große Welt)
- 1957 : L'Inutile Sacrifice (Der Stern von Afrika)
- 1958 : Face à la mort (Solange das Herz schlägt)
- 1958 : Mademoiselle Scampolo (Scampolo)
- 1959 : Les Buddenbrook (Buddenbrooks)
- 1960 : Rififi à Berlin (Bumerang)
- 1960 : Les Eaux saintes (An heiligen Wassern)
- 1962 : Adorable Julia (Julia, Du bist zauberhaft)
- 1962 : Dites-le avec des fleurs (Ich bin auch nur eine Frau)
- 1963 : Le Grand Jeu de l'amour (Das große Liebesspiel)
- 1964 : Condamnés au péché (de) (Verdammt zur Sünde)
- 1965 : Du suif dans l'Orient-Express (Schüsse im Dreivierteltakt)
- 1965 : Die Herren (de)
- 1965 : Belles d'un soir (Das Liebeskarussell)
- 1966 : Je cherche un homme (de) (Ich suche einen Mann)
- 1966 : Maigret fait mouche (Maigret und sein größter Fall)
- 1970 : Sexe et châtiments (de) (Unter den Dächern von St. Pauli)
- 1971 : Hôtel de la Bricole (de) (Das Freudenhaus)
- 1973 : ...aber Jonny!
- 1978 : Der Schimmelreiter (de)

### Télévision
- 1966 : Commissaire Maigdenhausret
- 1969 : Pistolen-Jenny
- 1972 : Das Abenteuer eine Frau zu sein
- 1973 : Eine Frau bleibt eine Frau
- 1975 : Der Kommissar
- 1975-1998 : Inspecteur Derrick (série télévisée)
  - 1984 : Enquête parallèle (saison 11, épisode 6)
- 1977 : Sanfter Schrecken
- 1978 : Unsere kleine Welt
- 1978 : Der Große Karpfen Ferdinand und andere Weihnachtsgeschichten
- 1982 : Sonderdezernat K1
- 1983 : Unsere schönsten Jahre
- 1984 : Mensch ohne Fahrschein
- 1999 : Le Renard (Der Alte)

## Récompenses
- 1955 : Au Festival du film allemand, prix d'or pour Canaris
- 1962 : Sélection officielle du Festival de Cannes pour Julia, Du bist zauberhaft